# Dialypetalanthus fuscescens
Genre
Espèce
Classification APG III (2009)
Dialypetalanthus fuscescens est une espèce de plantes à fleurs de la famille des Rubiaceae.
L'espèce est trouvée dans la forêt amazonienne au Pérou, en Bolivie et au Brésil.

### Dialypetalanthus
- (en) World Checklist of Selected Plant Families (WCSP) : Dialypetalanthus Kuhlm. (1925)
- (en) NCBI : Dialypetalanthus (taxons inclus)
- (en) GRIN : genre Dialypetalanthus  Kuhlm. (+liste d'espèces contenant des synonymes)

### Dialypetalanthus fuscescens
- (en) World Checklist of Selected Plant Families (WCSP) : Dialypetalanthus fuscescens
- (en) Catalogue of Life : Dialypetalanthus fuscescens Kuhlm. (consulté le 16 décembre 2020)
- (en) NCBI : Dialypetalanthus fuscescens (taxons inclus)
- (en) GRIN : espèce Dialypetalanthus fuscescens  Kuhlm.